# Шерборн (Массачусетс)
Шерборн (англ. Sherborn) — місто (англ. town) в США, в окрузі Міддлсекс штату Массачусетс. Населення — 4401 особа (2020).

## Демографія
Згідно з переписом 2010 року, у місті мешкало 4119 осіб у 1438 домогосподарствах у складі 1178 родин. Було 1495 помешкань
Расовий склад населення:
| - 94,4 % — білих - 3,3 % — азіатів - 0,4 % — чорних або афроамериканців |

До двох чи більше рас належало 1,4 %. Частка іспаномовних становила 1,4 % від усіх жителів.
За віковим діапазоном населення розподілялося таким чином: 30,1 % — особи молодші 18 років, 56,5 % — особи у віці 18—64 років, 13,4 % — особи у віці 65 років та старші. Медіана віку мешканця становила 45,5 року. На 100 осіб жіночої статі у місті припадало 94,8 чоловіків;  на 100 жінок у віці від 18 років та старших — 92,6 чоловіків також старших 18 років.
Середній дохід на одне домашнє господарство  становив 221 325 доларів США (медіана — 170 872), а середній дохід на одну сім'ю — 244 483 долари (медіана — 196 250). Медіана доходів становила 175 677 доларів для чоловіків та 91 875 доларів для жінок. За межею бідності перебувало 4,2 % осіб, у тому числі 7,2 % дітей у віці до 18 років та 5,5 % осіб у віці 65 років та старших.
Цивільне працевлаштоване населення становило 2103 особи. Основні галузі зайнятості: освіта, охорона здоров'я та соціальна допомога — 28,3 %, науковці, спеціалісти, менеджери — 25,0 %, фінанси, страхування та нерухомість — 15,2 %, мистецтво, розваги та відпочинок — 7,0 %.